# Сфољатела
Сфољатела (итал. sfogliatella) је пециво у облику шкољке са слатким или кремастим пуњењем, пореклом из италијанске регије Кампанија. У преводу са италијанског, сфољатела значи "мали, танак лист", јер текстура пецива подсећа на наслагане листове. У Сједињеним Државама је позната под називом јастогов реп.

## Порекло
Сфољателе Санта Роса су настале у манастиру Санта Роса у Конка деи Марини, у провинцији Салерно, у јужној Италији, у 17. веку. Пасквале Пинтауро, посластичар из Напуља, набавио је оригинални рецепт и почео да продаје пецива у својој радњи 1818. године.

## Производња
Тесто се развуче на великом столу или изравна апаратом за тестенину, затим премаже машћу (путером, свињском машћу, маргарином или мешавином), па се уваља у ролат (слично као швајцарски ролат, али са много више слојева). Са тако уроланог лиснатог теста исеку се комади са краја, обликују тако да формирају џепове и пуне. Пециво се пече док се слојеви не раздвоје, формирајући карактеристичне листове сфољателе.
Рецепти за тесто и пуњење су различити. Пуњење може бити рикота сир са укусом наранџе, паста од бадема и кандирана кора цитрона.

## Регионалне варијације
У напуљској кухињи постоје две врсте пецива: sfogliatella riccia („коврџава“), стандардна верзија, и sfogliatella frolla, која је мање захтевна за прављење користи прхко тесто и не формира карактеристичне слојеве.
Постоји и варијанта под називом coda d'aragosta (у Сједињеним Државама „јастогов реп“), са истим тестом, али слађим филом.